# カンナム (オートバイ)

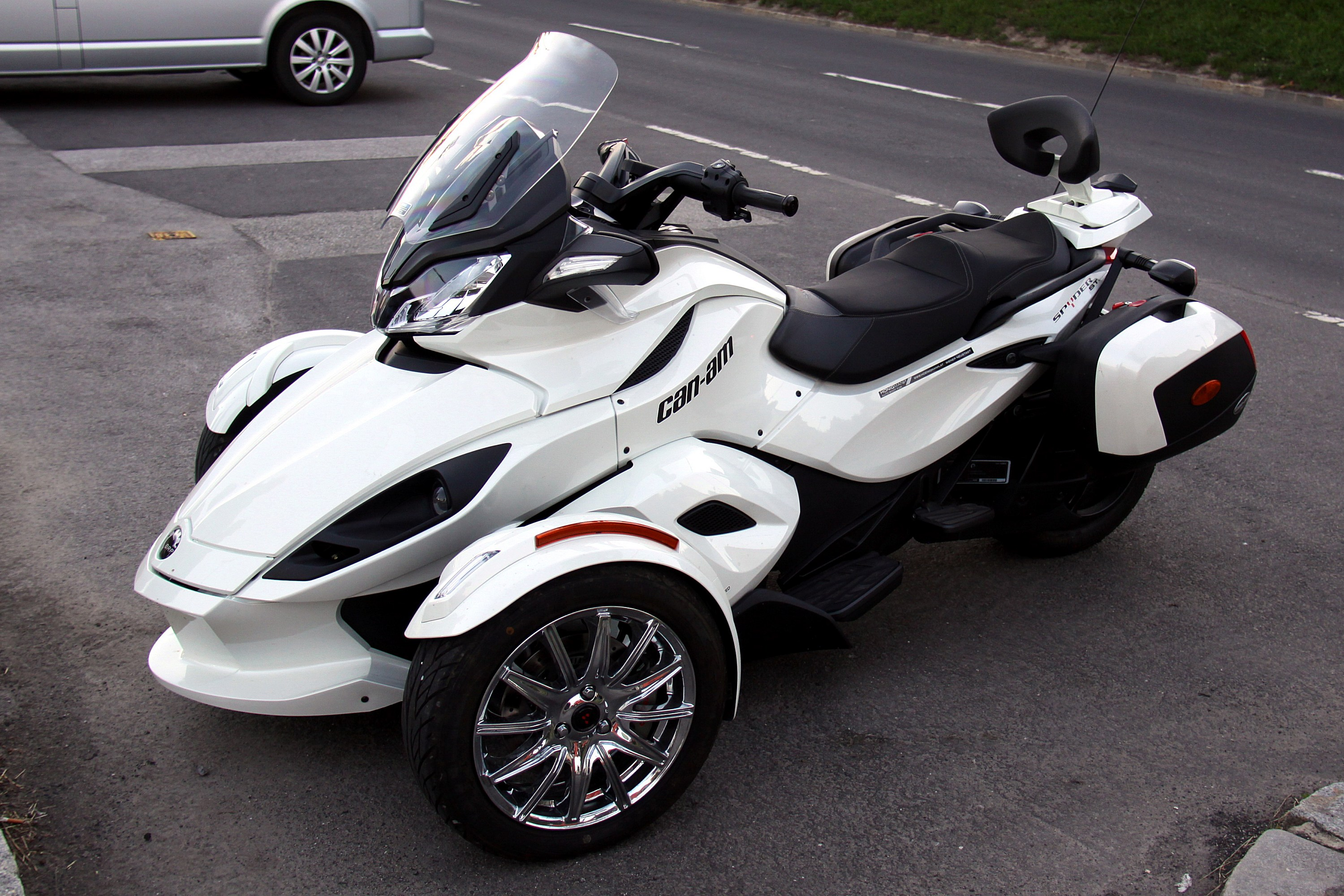
スパイダーST

カンナム（Can-Am）は、カナダの企業、BRPのオートバイ製造部門である。

## 沿革

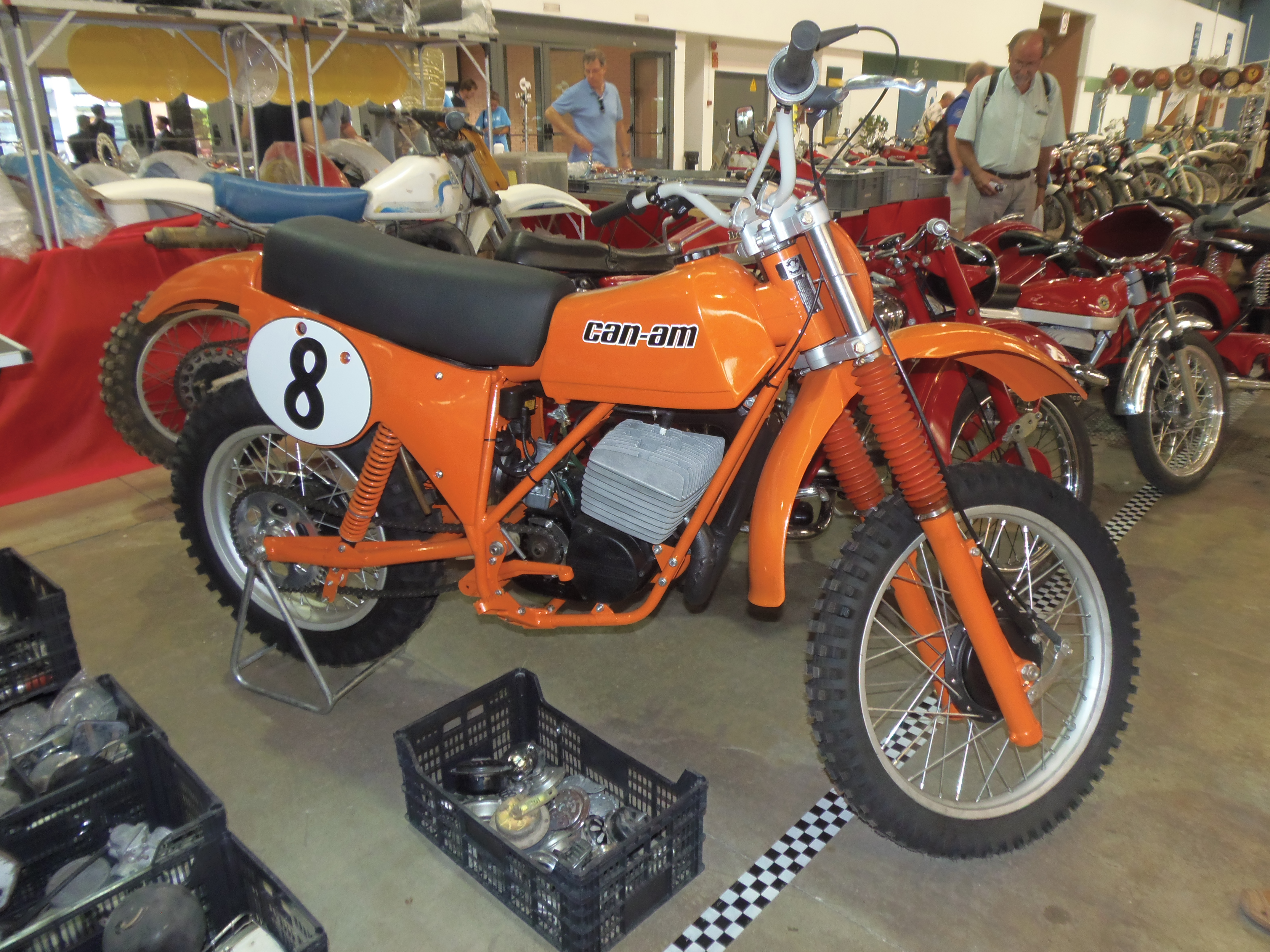
モトクロッサーの370 MX-5（1979年式）

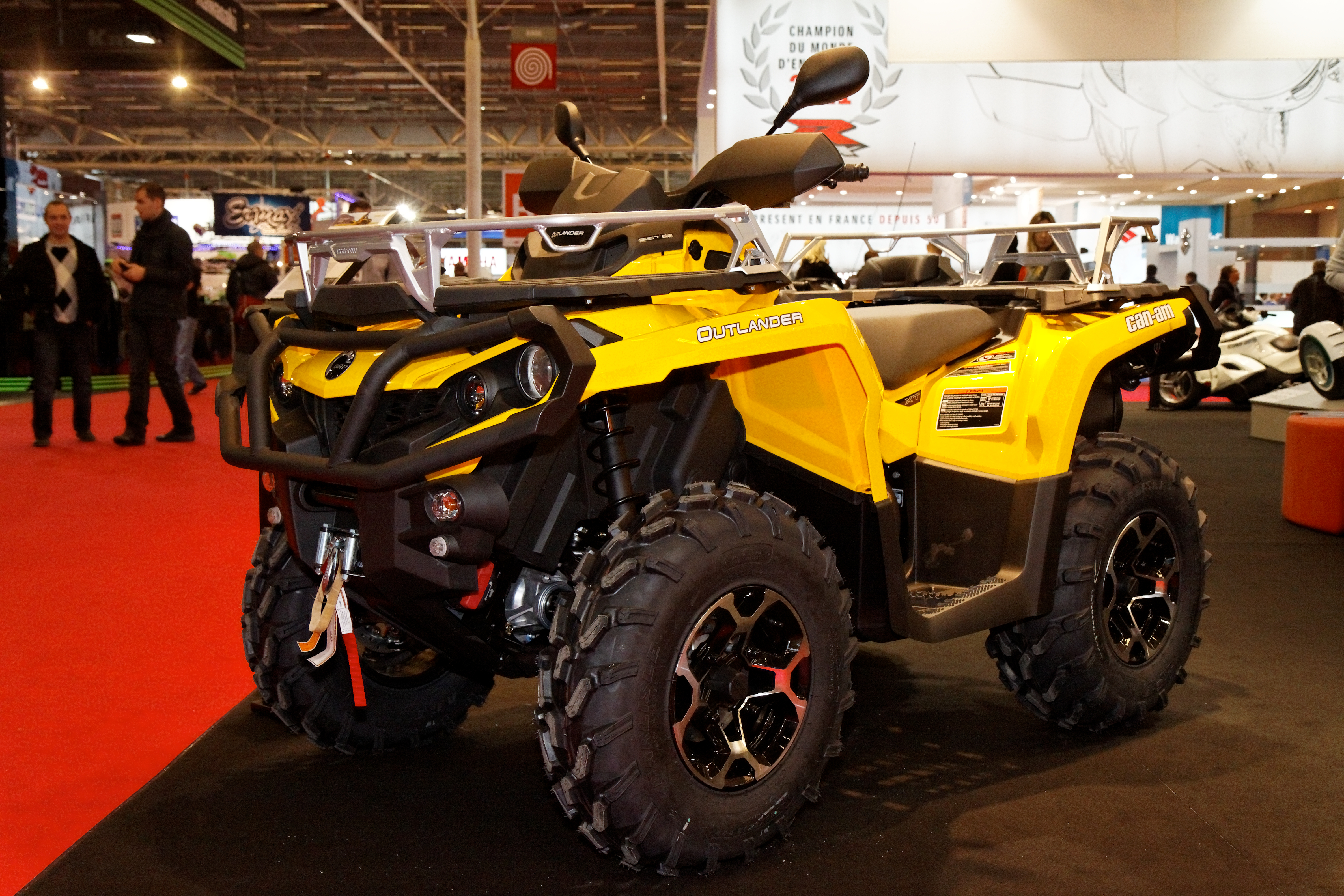
ATVのアウトランダー

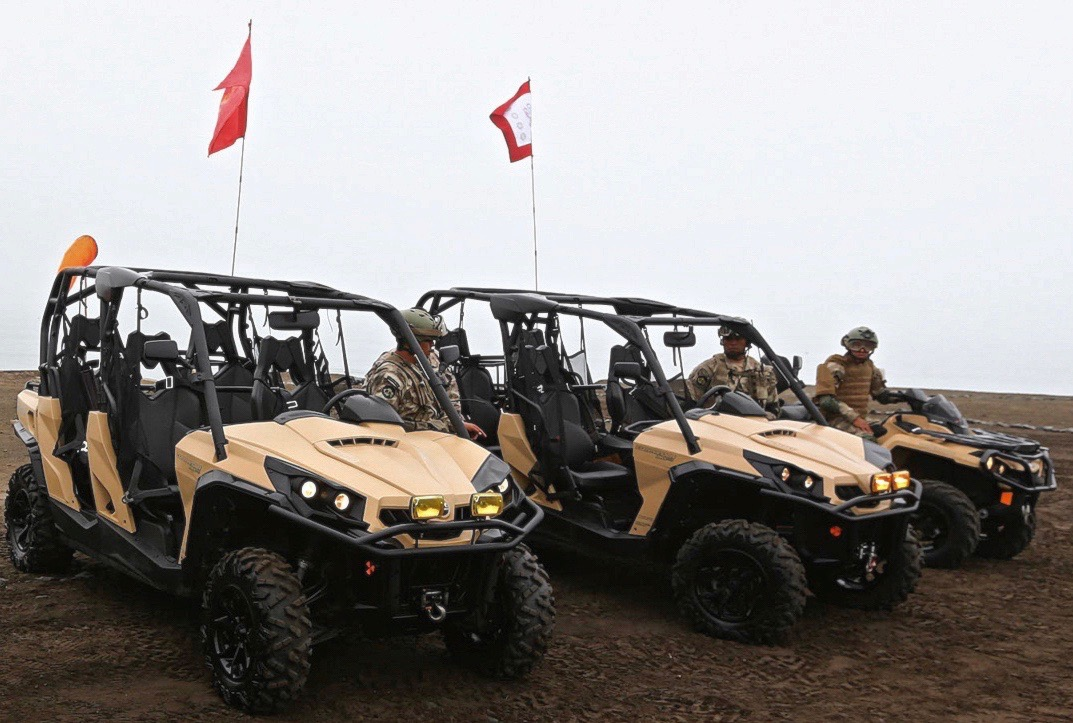
S×SのコマンダーMAX

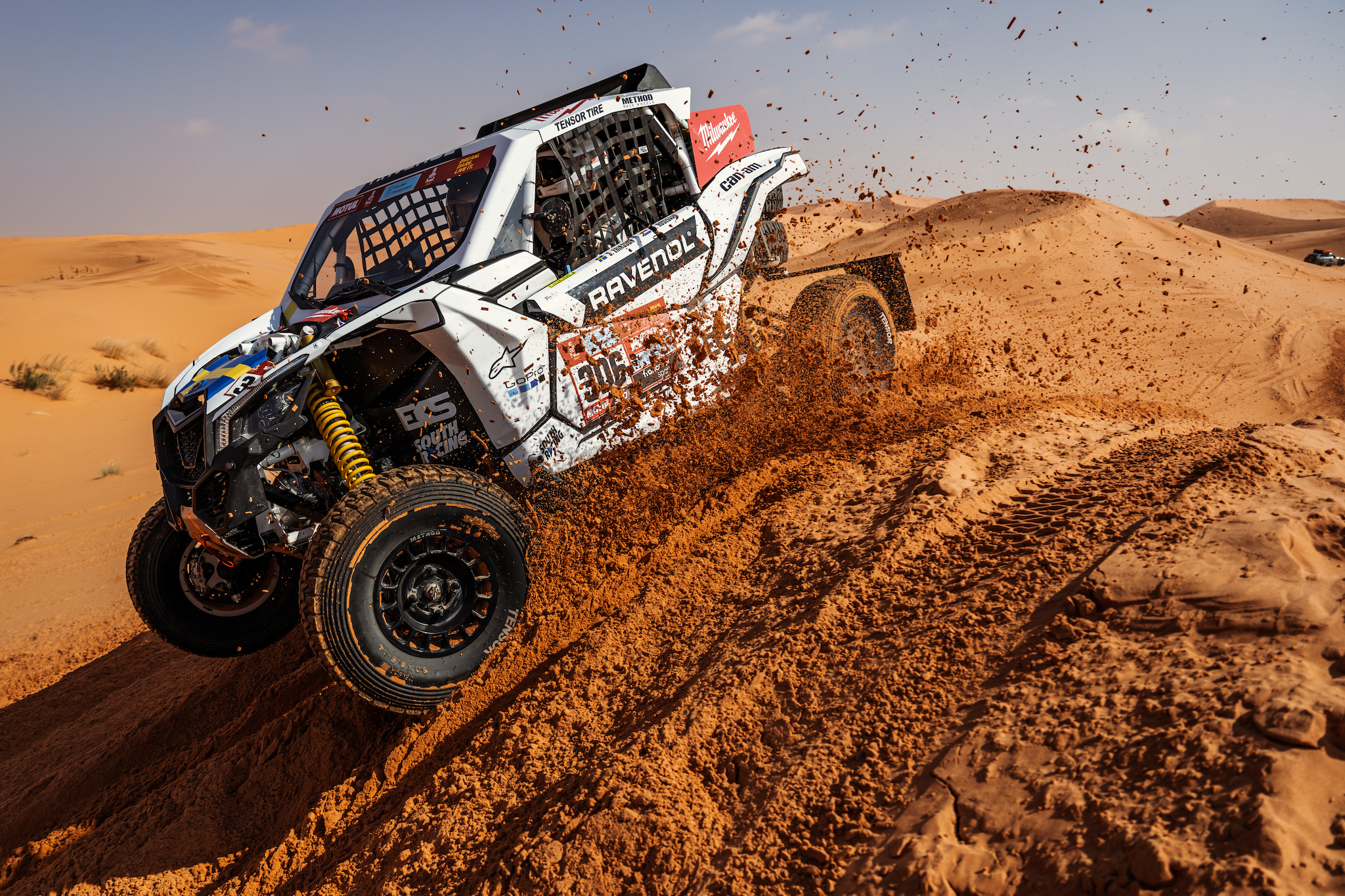
ダカール・ラリーの軽量プロトタイプ部門に参戦するマーベリックX3

1973年にオフロード競技用バイクの製造のために創業。アメリカ人ゲイリー・ロビンソンのリーダーシップの下、カンナムはBRPの子会社としてオーストリアの企業であるロータックスのエンジンを搭載したモトクロスとエンデューロのバイクの開発を始め、カナダとカリフォルニアの開発技術者のチームは働き始めた。元モトクロス世界選手権チャンピオンのジェフ・スミスは遅れて試作品のオートバイの確認に携わりレースプログラムを確立した。1973年にはバイクの量産を開始。欧州の人々からは安っぽく見えたカンナムのバイクは、エンデューロ競技のオリンピック的存在であるインターナショナル・シックス・デイズ・トライアル（国際6日間トライアル。現在のISDE）で金、銀、銅のメダルを獲得した。
1974年にはカンナムのライダーであるゲイリー・ジョーンズ、マーティー・トライプス、ジミー・エリスが1位、2位、3位でゴールしAMAモトクロス250cc部門で圧勝した。カンナムのライダー、スキップ・オルソンはAMAエンデューロでディック・バールソンに敗れ2位に終わった。バイクは瞬発力で評判を得た。ロータックスのエンジンのデザインは細く取り入れ口の形が変わっていた。小型のロータリーディスクシステムはこの板を使用してトラックアンドトレールからモトクロスモデルまで変更し希望した出力曲線を提供している。この小型のロータリーディスクは慣習的な日本のオートバイに使われている2ストローク機関を超える馬力を得ることが認められた。1977年に生産したMX3でカンナムは頂点に立った。36馬力（27kW）は、最も近い競合他社より6hp高かった。
しかしながらボンバルディア社は数年後の航空機製造のために輸送機器産業の多様化に向けてレクリエーショナル製品から転換し、競技からも手を引き始めた。結果としてカンナム事業部の若者向けの商品は大幅に減少した。すぐに製造中止とするとディーラーからの訴訟があることを恐れたボンバルディアは、1983年にイギリス、ランカシャーのアームストロングにカンナムのオートバイの製品開発を外部委託しライセンス生産した。1987年にカンナムのオートバイ生産は終了した。
1996年に全く新しい乗り物として「スパイダー」の企画を開始。
1998年にATV（全地形対応車、四輪バイク）の市場に参入した。カンナムのATVはダカール・ラリーを筆頭に、クアッドクラスで結果を残した。
2006年にはBRPはボンバルディアATVを廃し、全地形対応車のブランドをカンナムに統一した。
2007年には10年越しに実現させた、カンナムのブランドとして新しいの3輪のロードスターであるBRPカンナムスパイダーが発売された。
2010年に「コマンダー」を開発して、SxS（サイド・バイ・サイド・ビークル）市場に参入。以降スポーツSxS「マーベリック」も発売し、ポラリス・インダストリーズと開発競争を繰り広げることとなる。
ダカール・ラリーでSxSのプロトタイプ/市販車（グループT3/T4）の2部門が成立して以降、カンナムはドイツのサウス・レーシングとの協力関係により、最強勢力として両部門を席巻している。2020年大会のSxS部門では、エントリー31台中実に29台がカンナムのマシンであった。2023年にポーランドのエリック・ゴツァルは史上最年少となる18歳での部門制覇を達成し、カンナムはダカール6連勝を達成した。
2022年に電動二輪の「パルス」と「オリジン」を発売した。